# Perizoma ablata
Perizoma ablata är en fjärilsart som beskrevs av George Duryea Hulst 1896. Perizoma ablata ingår i släktet Perizoma och familjen mätare. Inga underarter finns listade i Catalogue of Life.